# Gillies Rock
Il Gillies Rock è uno spuntone roccioso isolato, situato circa 11 km a nord del Monte Dasinger, nella parte settentrionale del Neptune Range, che fa parte dei Monti Pensacola in Antartide. 
Il monte è stato mappato dall'United States Geological Survey (USGS) sulla base di rilevazioni e foto aeree scattate dalla U.S. Navy nel periodo 1956-66.
La denominazione è stata assegnata dall'Advisory Committee on Antarctic Names (US-ACAN) in onore di Betty Gillies, radioamatrice di San Diego, in California, che in varie occasioni durante il periodo 1960-70 riuscì a realizzare collegamenti telefonici temporanei per i membri dei gruppi dell'United States Geological Survey (USGS) che operavano nelle Thiel Mountains, nei Monti Pensacola e in altre zone dell'Antartide.